# Jenny von Gustedt

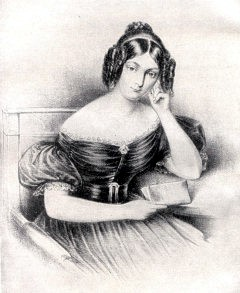
Jenny von Gustedt,
geb. Rabe von Pappenheim

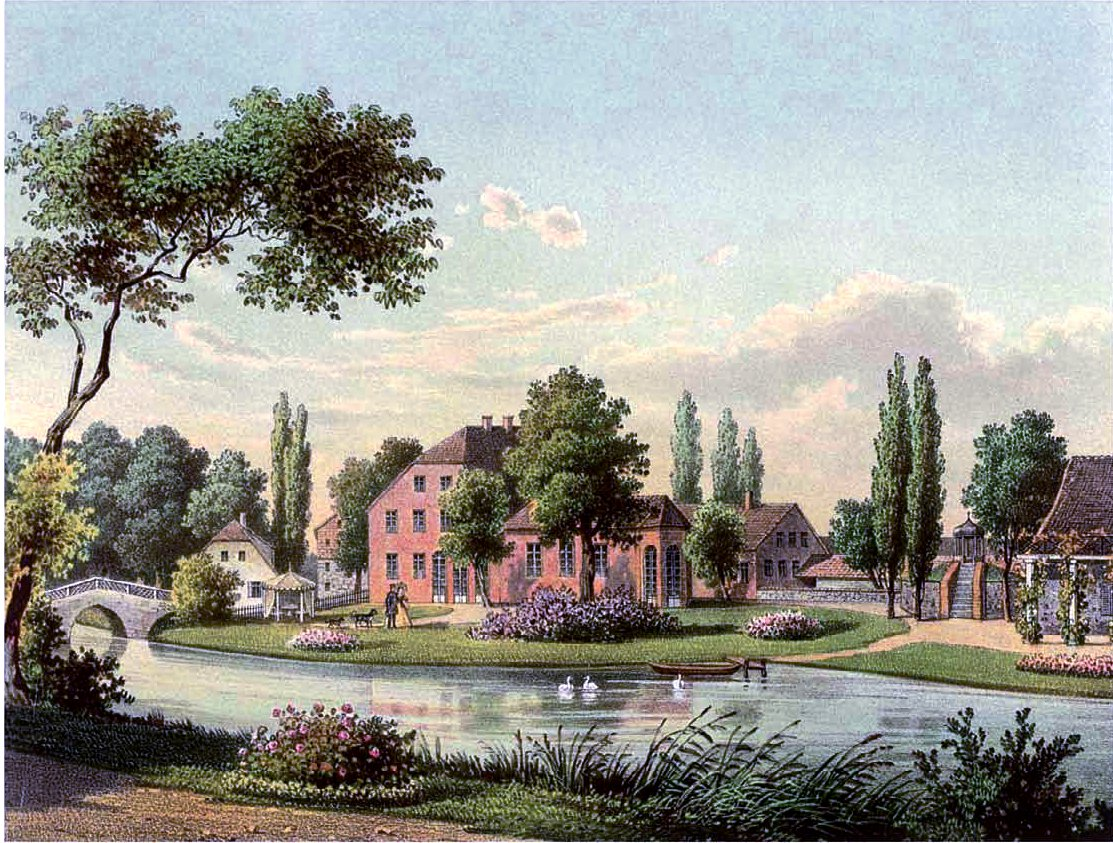
Gut Lablacken um 1860, Sammlung Alexander Duncker

Jenny von Gustedt, geborene Jeromée Catharina Rabe von Pappenheim (* 7. September 1811 auf Schloss Schönfeld bei Kassel, Kurhessen; † 29. Juni 1890 auf Gut Lablacken bei Labiau, Ostpreußen) war eine deutsche Schriftstellerin.

## Leben
Jenny war die ältere von zwei unehelichen Töchtern von Jérôme Bonaparte (1784–1860), König von Westphalen, und der Diana Rabe von Pappenheim, geb. Freiin Waldner von Freundstein (1788–1844). Da Diana zu dieser Zeit noch mit Wilhelm Maximilian Rabe von Pappenheim verheiratet war, weist das GHdA A XXI (1990) Jenny als eheliches Kind des Freiherrn Rabe von Pappenheim aus.  Wilhelm Rabe von Pappenheim, und damit auch seine Frau Diana, wurde am 30. November 1811, knapp drei Monate nach der Geburt Jennys, von König Jérôme in den westphälischen Grafenstand erhoben.
Nach dem Tod Wilhelm Rabe von Pappenheims ging Diana im Jahr 1815 mit ihrer Tochter Jenny – die Söhne Gottfried und Alfred Otto aus der Ehe mit Wilhelm Rabe von Pappenheim waren zu einem Pfarrer im Harz in Pension gegeben worden, und die zweite Tochter aus dem Verhältnis mit Jérôme Bonaparte, Marie Pauline, war in ein Kloster in Paris gegeben worden – nach Weimar, wo Jenny von ihrer Tante mütterlicherseits, Isabelle, aufgenommen wurde. Von 1822 bis 1826 lebte sie in Straßburg bei ihrer Tante von Türckheim, kehrte aber wieder nach Weimar zurück. Dort lernte sie Johann Wolfgang von Goethe kennen, der sie stark beeinflusste. Sie freundete sich mit seinem Sohn August an und gab dessen Söhnen Wolf und Walter ersten Unterricht. Sie war auch mit der gleichaltrigen Prinzessin Augusta von Sachsen-Weimar-Eisenach, die die Ehefrau des späteren Kaisers Wilhelm I. wurde, eng befreundet und nahm am Hofleben teil.
Jenny verlobte sich während der Sommerfrische 1837 in Bad Kissingen mit dem Gutsbesitzer und späteren preußischen Landrat Werner von Gustedt (1813–1864) und heiratete ihn am 6. März 1838 in Weimar. Gustedt zog mit ihr auf sein neu erworbenes Gut Garden bei Deutsch-Eylau (Westpreußen). Als er 1851 Landrat des Kreises Rosenberg wurde, lebte er mit ihr auf dem Rittergut Rosenberg. Ihr gemeinsamer Sohn war der preußische Rittmeister Otto von Gustedt (1839–1905). Eine Enkeltochter war die Schriftstellerin und Frauenrechtlerin Lily Braun (1865–1916).

## Werke (Auswahl)
- Aus Goethes Freundeskreise, Westermann Verlag, Braunschweig 1892
- Memoiren um die Titanen. Erlebtes mit Goethe und den Bonapartes im Kreise der Hohenzollern, 2 Bände. Reissner Verlag, Dresden 1932